# Charlotte (Zittend naakt)
Charlotte, het naamplaatje vermeldt Zittend naakt, is een artistiek kunstwerk in Amsterdam Nieuw-West.
Het beeld van Hans Sassen (1939) dateert uit de midden jaren zeventig. Sassen maakte het beeld om te voldoen aan de Beeldende Kunstenaars Regeling. Hij liet zich inspireren door een kaal meisje dat hij in een van de Amsterdamse horeca-aangelegenheden had ontmoet. In eerste instantie wilde hij haar alleen portretteren met een kaal hoofd, maar eenmaal bezig besloot hij haar geheel weer te geven. Ook haar kaalheid nam hij niet over; ze kreeg als beeld een volle kop met haar. Werk ging namelijk zo traag (zes maanden), dat ze gedurende de poseertermijn weer haar had gekregen. Sassen had geen idee waar het kwam te staan, maar hoopte op een dukdalf in een van de grachten; het werd een terras op Begraafplaats Westgaarde. Daar kijkt ze sinds 1975 uit over de vijver. In eerste instantie was ze van cement, maar werd midden jaren negentig stuk gereden. De begraafplaats bestelde bij de kunstenaar een nieuwe versie, hij stelde echter als eis dat de nieuwe versie in brons zou worden gemaakt. De bronzen Charlotje, zoals Sassen haar noemt, zit sinds 1995 weer dromerig in trance met gespreide armen op een terrasafscheiding en kijkt uit op de fontein in de vijver.
Het beeld is gesigneerd H.Sassen-1975. Het is overigens een van de weinige uitingen van kunst op Westgaarde waarvan de maker bekend is.

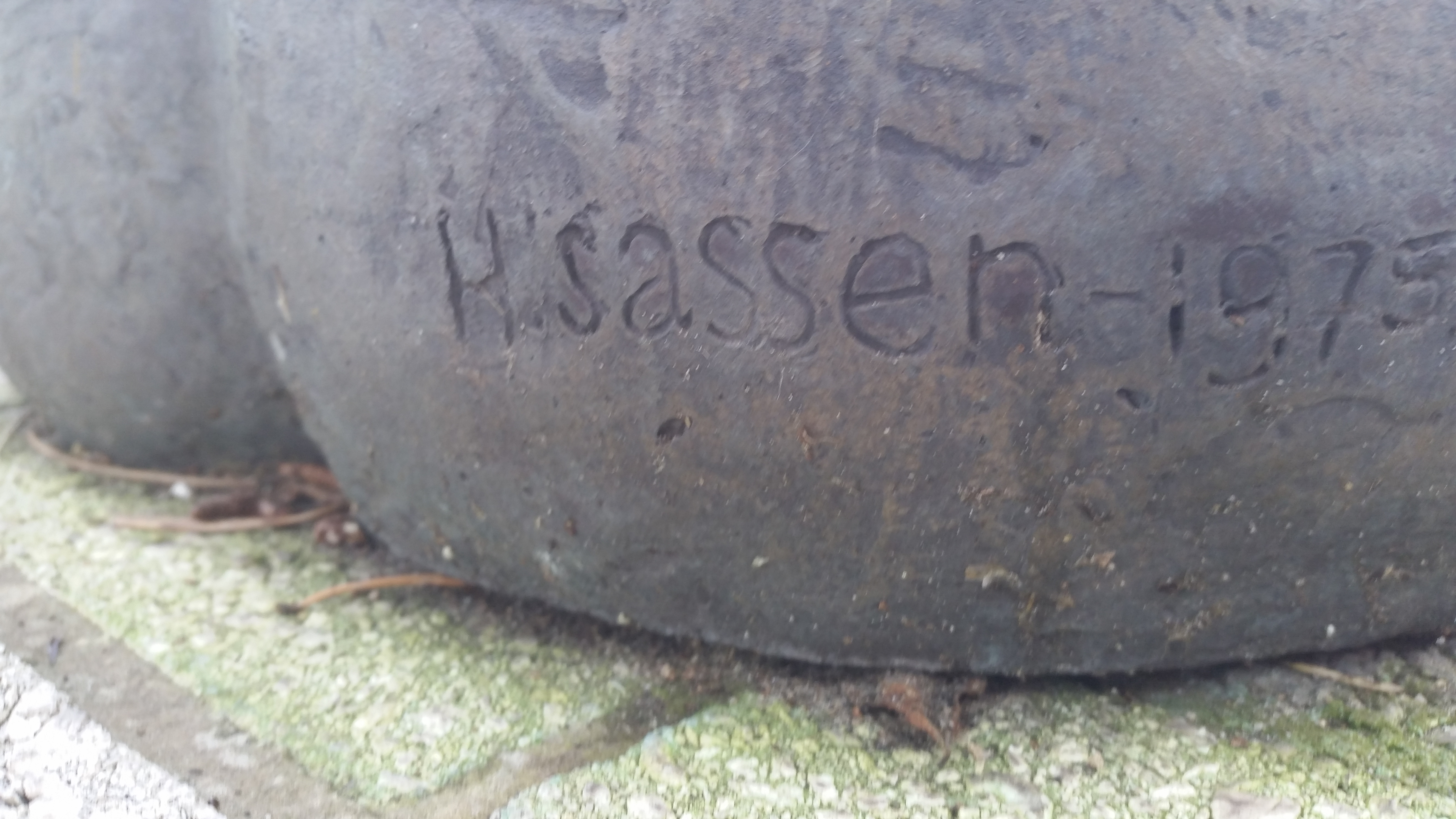
Signatuur (september 2020)